# Желтов, Владимир Филиппович
Влади́мир Фили́ппович Желто́в (род. 5 марта 1967) — российский дипломат. Чрезвычайный и полномочный посол (2 октября 2023).

## Биография
Окончил Московский государственный институт международных отношений (МГИМО) МИД России (1995). Владеет английским и арабским языками. На дипломатической работе с 1995 года.
В 2008—2015 годах — советник, советник-посланник Посольства России в Сирии.
С октября 2015 по март 2018 года — начальник отдела в Департаменте Ближнего Востока и Северной Африки МИД России.
С 12 марта 2018 по 10 марта 2023 года — чрезвычайный и полномочный посол Российской Федерации в Судане.
С 10 марта 2023 года — чрезвычайный и полномочный посол Российской Федерации в Кувейте.

## Дипломатический ранг
- Чрезвычайный и полномочный посланник 2 класса (21 июля 2015)[4].
- Чрезвычайный и полномочный посланник 1 класса (2 октября 2020)[5].
- Чрезвычайный и полномочный посол (2 октября 2023)[6].

## Награды
- Медаль ордена «За заслуги перед Отечеством» II степени (25 июля 2013) — За большой вклад в реализацию внешнеполитического курса Российской Федерации на сирийском направлении[7].
- Почётная грамота Министерства иностранных дел Российской Федерации.
- Орден Двух Нилов I степени (Судан).

## Семья
Женат, имеет взрослых детей.